# Medea (dramat Seneki Młodszego)
Medea (łac. Medea) – tragedia Seneki Młodszego.

## Data powstania utworu
Nie zachowały się żadne informacje co do czasu powstania tragedii Seneki. Brak wzmianek odnoszących się do osób lub wydarzeń współczesnych dodatkowo utrudnia ich periodyzację. Z faktu, że aluzje do tragedii Seneki zawiera Farsalia Lukana, nad którą autor rozpoczął pracę w latach 60-63, wysuwa się wniosek, że tragedie Seneki musiały powstać przed tą datą. Uczeni różnią się jednak poglądami na możliwy czas ich powstawania. Tarrant, na podstawie wzmianki u Kwintyliana, z której wynika, że na początku lat pięćdziesiątych Seneka cieszył się opinią tragika, przyjmuje, że jego tragedie mogły powstać w okresie wygnania w latach 41-49. Inni, ze wzmianki u Tacyta o zarzutach czynionych Senece przez Tygellina w roku 62, że wrócił do pisania utworów poetyckich (carmina), wnioskują, że ostatnie tragedie powstały w latach 60-62. L. Herrmann jest zdania, że cały zbiór powstał w latach 49-62.
J.G. Fitch na podstawie analizy długości „silnych pauz myślowych” (the strong sense-pauses) występujących na końcu wiersza, zaliczył Medeę do środkowego okresu twórczości dramatycznej Seneki. L. Herrmann uznaje kolejność tragedii rękopisu A za chronologiczną, co czyni Medeę ósmą, z dziewięciu, tragedią Seneki. Coffey skłonny jest przyjąć, jako najwcześniejszą datę powstania tej tragedii, lata 45-46.

## Osoby
| Osoba                 | Jej rola w dramacie |
| --------------------- | ------------------- |
| Medea                 | królewna kolchidzka |
| Jazon                 | jej były mąż        |
| Kreon                 | król Koryntu        |
| Piastunka             |                     |
| Posłaniec             |                     |
| Dzieci Medei i Jazona |                     |
| Chór                  |                     |

## Czas i miejsce akcji
Akcja utworu rozgrywa się w Koryncie w pałacu króla Kreona, u którego schronili się Jazon i Medea wygnani z Jolkos po śmierci Peliasa.

## Treść
Medea przyzywa bogi, które były świadkami jej ślubuː Dianę, Minerwę, Heliosa, Hekate, Plutona z Prozerpiną i Furie. Prosi ich o śmierć dla przyszłej żony i teścia swego męża, a dla niego o niekończącą się tułaczkę, o śmierć swych dzieci, a Heliosa, by zniżył bieg swego rydwanu i spalił nienawistny Korynt. Chór tymczasem śpiewa pieśń weselnąː pochwałę panny młodej i Jazona, któremu udało się wymknąć ze związku z przerażającą czarodziejką, Medeą.
Medea jest w rozpaczy. Jej mąż Jazon ma poślubić Kreuzę, córkę Kreona, króla Koryntu. Postanawia pomścić krzywdę swoją i dzieci na gospodarzach, którzy niedawno przyjęli ich pod swój dach, gdy uciekali z Jolkos, a teraz rozbijają jej małżeństwo. Piastunka radzi jej, by pohamowała swój gniew, Medea nie zamierza jednak się ukrywać. Kreon ogłasza jej swój rozkazː ma natychmiast opuścić Korynt, mieszkańcy miasta boją się bowiem jej i jej czarów. Medea prosi go, by pozwolił jej zabrać statek, na którym przypłynęli i męża. Ostatecznie uzyskuje odeń zgodę na pożegnanie dzieci i opuszczenie Koryntu następnego dnia. Chór opowiada o wyprawie argonautów, pierwszych śmiałków, którzy odważyli się wyruszyć na morze i wiele od niego wycierpieli, a na koniec otrzymali za towarzyszkę straszniejszą od morz Medeę. Wróży także, że kiedyś ocean również się ugnie przed ręką człowieka i ukaże ukryte kraje.

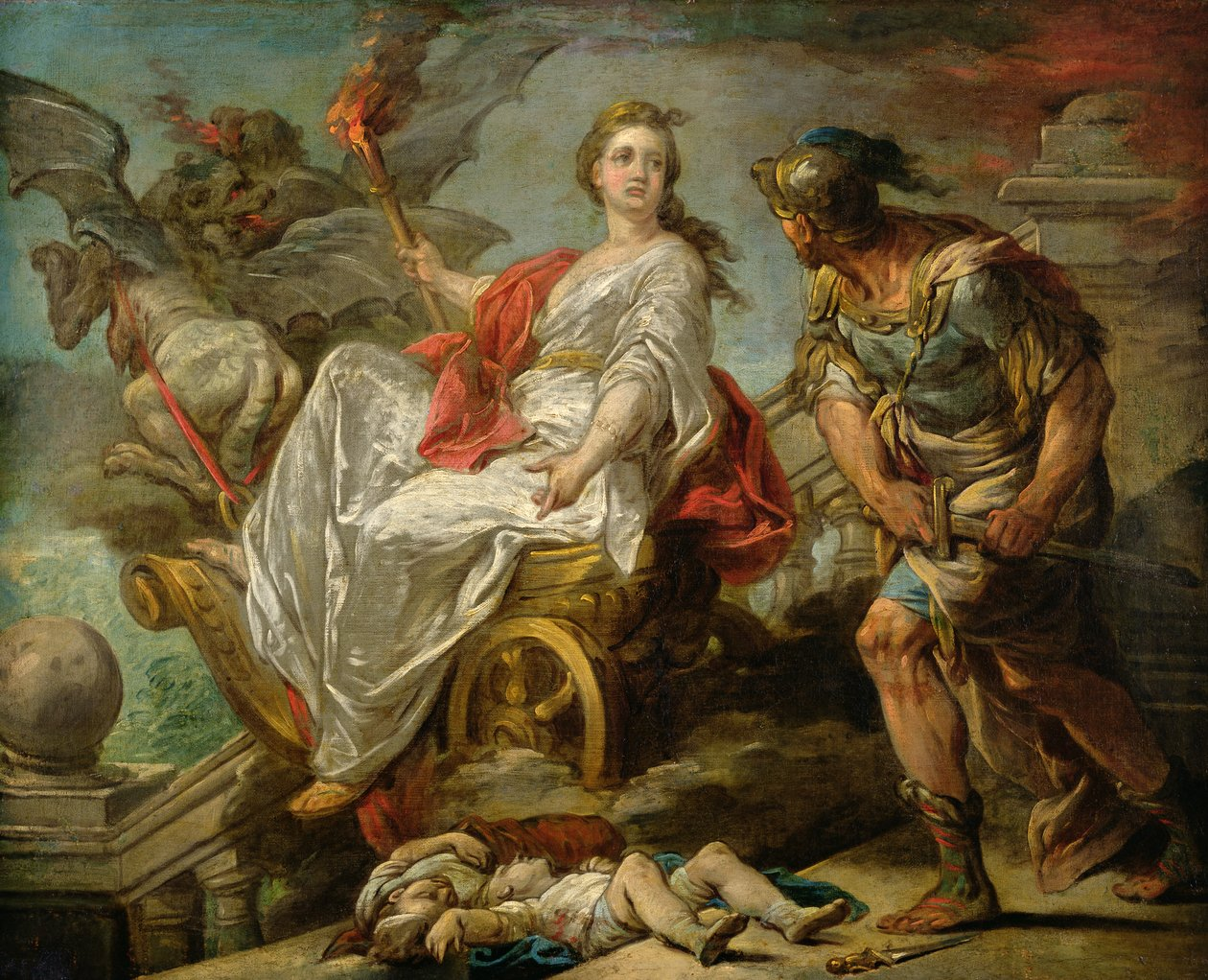
Jazon i Medea. Obraz Charlesa André van Loo. 1759.

Piastunka martwi się szalonym zachowaniem swej pani. Jazon, który z obawy o swe życie i życie swych dzieci zgodził się na ślub z Kreuzą, postanawia rozmówić się z Medeą. Żona przypomina mu wszystkie poświęcenia i zbrodnie, na jakie się dla niego ważyła. Jazon radzi jej uchodzić przed gniewem króla. Medea gardzi niebezpieczeństwem i jest gotowa porwać się na wojnę ze wszystkimi królami Hellady. Jazon jest jednak zmęczony. Odmawia też prośbie żony, by mogła odejść z dziećmi, nie wyobraża sobie życia bez nich. Medea prosi więc jedynie o możliwość ich pożegnania. Po odejściu Jazona prosi Piastunkę, by przyniosła jej złotą suknię Heliosa, którą zamierza ofiarować Kreuzie, wprzód nasączywszy ją trucizną. Chór ostrzega przed gniewem zdradzonej kobiety i prosi bogów, by uratowali Jazona wbrew klątwie jaka spadła na zuchwałych argonautów, którzy odważyli się zranić morze, tak że zginęliː Tifys, Orfeusz, mężny Herkules, Ankajos, Meleager, Hylas, Idmon, Mopsus, Nauplius, Ajas, a nawet Pelias, który zlecił tę wyprawę.
Piastunka jest niespokojna, jej pani szaleje, przywołuje straszliwe węże i smoki i przygotowuje trujące zioła z różnych stron świata zebrane. Medea tymczasem przyzywa podziemne bóstwa, miesza trujące substancję i swoją krew, wypowiada zaklęcia i skrapia trucizną suknię, którą każe swym dzieciom zanieść pannie młodej. Chór jest zatrwożony i chciałby, żeby Medea opuściła już Korynt.
Posłaniec przynosi wiadomość, że Kreuza i Kreon spłonęli w ogniu, którego nie sposób było ugasić. Medea waha się czy nie poprzestać na dopiero co dokonanej zemście. Jej krzywda domaga się jednak jeszcze straszniejszych czynów. Postanawia zabić swoje dzieci, powstrzymuje ją jednak wzgląd na ich niewinność, do chwili gdy uświadamia sobie, że ma od nich zostać nieodwołalnie odłączona. Ogarnięta gniewem i na wpół obłąkana zabija pierwszego syna jako ofiarę przebłagalną za zabicie brata. Z ciałem zabitego syna i drugim dzieckiem ucieka na dach, gdzie na oczach Jazona i straży zabija również drugiego z synów i odlatuje na wozie ognistym.

## Budowa tragedii
Medea ma budowę pięcioaktową. Poszczególne akty rozdzielają partie chóru. Utwór rozpoczyna monolog głównej bohaterki dramatu charakteryzujący jej postać i zapowiadający główne wydarzenia tragedii, także te, o których Medea nie będzie miała wiedzy w trakcie rozwoju wydarzeń. Akcja ma w utworze znaczenie drugorzędne. Tragedia składa się z szeregu luźno powiązanych scen. Charakter bohaterów utworu nie podlega rozwojowi. Postaci sztuki od początku znajdują się w największym napięciu swych afektów. Scenę katastrofy poprzedza scena przygotowująca, w której Medea preparuje truciznę. W scenie finałowej Seneka odchodzi od założeń klasycznej tragedii, która każe przekazać widzowi wiadomości o katastrofie przez posłańca. Medea morduje swe dzieci na oczach widzów. Autor podąża tu za silnymi u niego tendencjami retorycznymi, które nakazywały ukazywać momenty pełne grozy i budzące przerażenie. Pod wpływem retoryki wprowadza również, służące charakterystyce postaci, długie monologi i mowy. Ważnym elementem tragedii są także partie opisowe, potęgujące w widzu czy słuchaczu uczucia grozy. Autor zachowuje wszystkie trzy jednościː czasu, miejsca i akcji.

## Źródła utworu

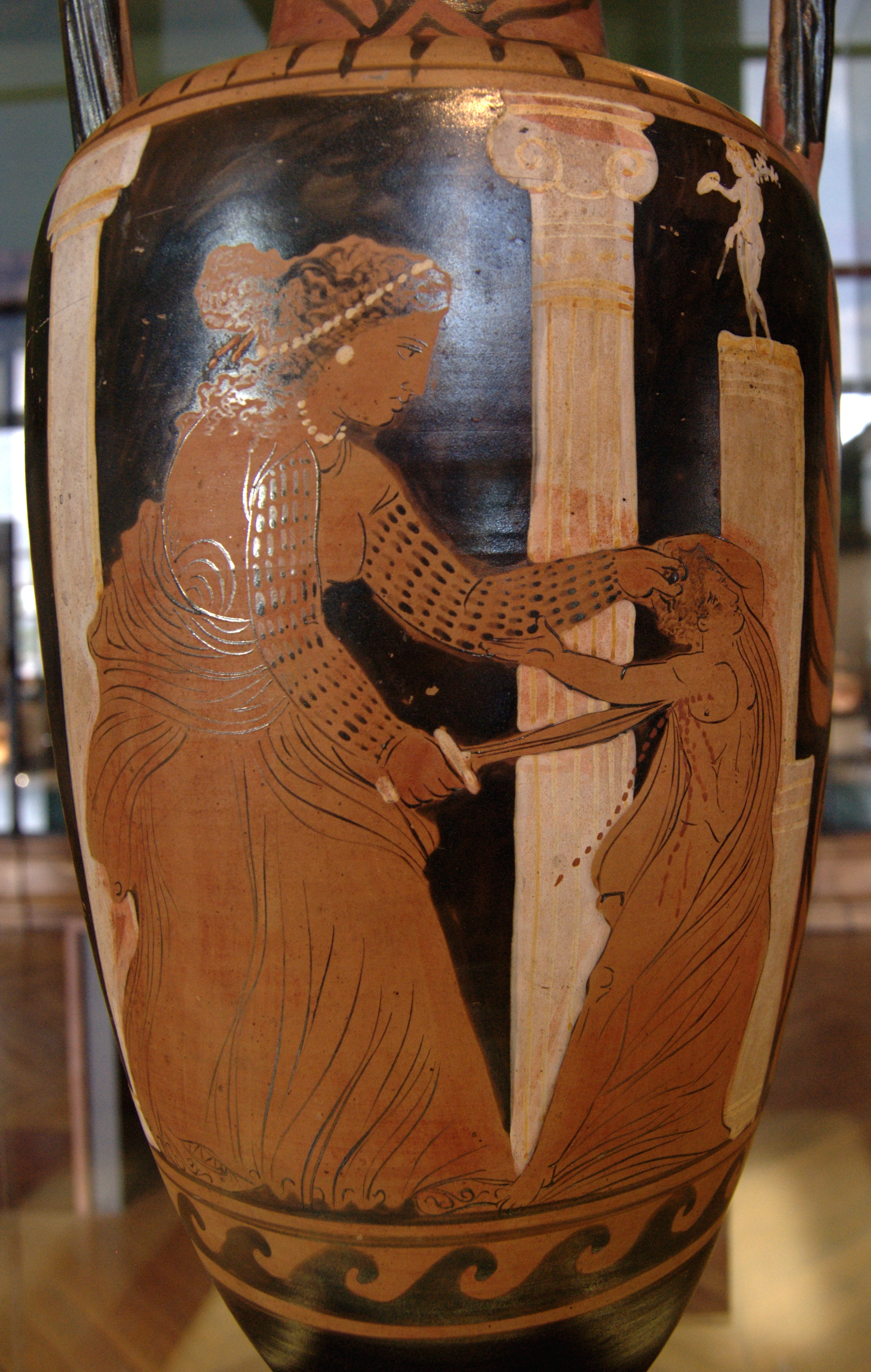
Medea zabijająca jednego z synów.

Pierwowzorem tragedii Seneki jest niewątpliwie Medea Eurypidesa. Badacze mają jednak wątpliwości czy autor znał oryginał Eurypidesa czy skorzystał z wersji łacińskiej Enniusza Medea exul. Dyskusje wywołuje też zależność utworu Seneki od innej rzymskiej tragedii poświęconej temu samemu tematowi, Medei Owidiusza. Część badaczy wpływem Owidiusza tłumaczy pewne odmienności tekstu Seneki względem greckiego pierwowzoru. Z uwagi na to, że ani tragedia Enniusza, ani Owidiusza nie zachowały się, rozważania te mają jednak charakter czysto spekulacyjny.

## Polskie przekłady
Pierwszego przekładu Medei na język polski dokonał w XVII wieku dominikanin ksiądz Jan Alan Bardziński. Drukiem utwór ukazał się w 1696 roku w zbiorze Smutne starożytności teatrum: to iest Tragediae Seneki Rzymskiego na polski ięzyk dla pospolitego przetłumaczone pożytku. W 1980 roku dwaj ówcześni studenciː A. Jaźnicki i A. Kruczyński dokonali filologicznego przekładu większej części tragedii. W roku 2000 ukazało się tłumaczenie Agaty Wesołowskiej.